# Glad You Came
Glad You Came is een nummer van de Brits-Ierse boysband The Wanted. Het is de tweede single van hun tweede studioalbum Battleground. Zowel in Ierland als in Groot-Brittannië was het bij binnenkomst van de hitlijst meteen een nummer 1-hit.